# Willi Görlach
Willi Görlach (ur. 27 grudnia 1940 w Butzbach) – niemiecki polityk, minister w rządzie regionalnym w Hesji, przez trzy kadencje poseł do Parlamentu Europejskiego (1989–2004).

## Życiorys
Kształcił się w zawodzie mechanika, pracował jako nauczyciel w szkole zawodowej w swoim rodzinnym mieście. W 1959 wstąpił do Socjaldemokratycznej Partii Niemiec. Pełnił szereg funkcji we władzach lokalnych i regionalnych SPD, był m.in. zastępcą przewodniczącego partii w Hesji (1981–1988), a w połowie lat 80. członkiem władz krajowych socjaldemokratów. Podjął też działalność w związku zawodowym IG Metall.
Od 1970 do 1989 był członkiem heskiego landtagu. Zajmował stanowisko wiceprzewodniczącego (od 1972 do 1973) i następnie przez rok przewodniczącego frakcji SPD. W latach 1974–1980 i 1984–1987 sprawował urząd ministra w rządzie tego kraju związkowego, odpowiadając za sprawy rolnictwa, leśnictwa i ochrony środowiska. Od 1985 do 1987 wchodził w skład Bundesratu.
W 1989 z listy SPD po raz pierwszy objął mandat deputowanego do Parlamentu Europejskiego. W wyborach w 1994 i 1999 z powodzeniem ubiegał się o reelekcję. Był m.in. członkiem grupy socjalistycznej, a także Komisji Rolnictwa i Rozwoju Obszarów Wiejskich. W PE zasiadał do 2004.